# Anell estalagmític
Un anell estalagmític és un tipus d'espeleotema en forma de prims cercles sobre els sòls de les coves, que normalment es troben al voltant d'un punt d'esquitxades d'aigua, sota estalactites i encerclant estalagmites. El diàmetre d'aquests anells va des d'uns pocs centímetres fins a uns dos metres, i l'amplada i l'alçada del dipòsit varia des d'uns pocs mil·límetres a uns pocs centímetres. També se n'han descrit en forma el·líptica en llocs amb sòls inclinats. Els anells tendeixen a ocórrer en llocs on el sòl no té corrents forts, i amb una capa de pols o fang, encara que no és clar si això només ajuda al seu descobriment, o està relacionada amb la seva formació.
Actualment hi ha dues teories per explicar la formació d'aquests anells:
1. Mecanisme d'anell dispersor. El mecanisme d'anell dispersor explica els anells més grans, i postula que es formen a causa de l'acumulació de dipòsits de gotes secundàries que expulsa el lloc on cau la gota primària procedent del sostre de la cova. Això requereix que la majoria de les gotes secundàries tenguin aproximadament el mateix radi. Això s'explica suposant que la majoria de les gotes d'expulsió ho fan amb un angle de 45°, i cauen després de recórrer una distància determinada per l'energia cinètica de la gota primària, que depèn de l'alçada de la font sobre el sòl.[2]
2. Mecanisme de caiguda. Aquest mecanisme permet explicar la formació dels anells més petits, i teoritza que els anells es formen a causa de l'acumulació de gotes secundàries produïdes a partir de la ruptura espontània de la gota primària durant la seva caiguda de la punta de les estalactites.[2]